# Dīzrān
Dīzrān (persiska: ديزران, دِه زَرون, Dīzān, ديزان) är en ort i Iran.   Den ligger i provinsen Yazd, i den centrala delen av landet, 500 km söder om huvudstaden Teheran. Dīzrān ligger 1 972 meter över havet och antalet invånare är 264.
Terrängen runt Dīzrān är kuperad åt nordväst, men åt sydost är den platt.Runt Dīzrān är det glesbefolkat, med 11 invånare per kvadratkilometer. Dīzrān är det största samhället i trakten. Trakten runt Dīzrān är ofruktbar med lite eller ingen växtlighet.